# 奇蹟暖暖
《奇迹暖暖》是由苏州叠纸网络科技有限公司開發、騰訊遊戲在中国大陆代理发行的一款換裝類手機遊戲，於2015年5月20日正式發行。該作為暖暖系列中繼《暖暖的換裝物語》、《暖暖環遊世界》之後的第三代作品，講述的是粉髮少女暖暖來到奇蹟大陸的經歷故事。续作为3D换装游戏《闪耀暖暖》。
游戏中每一关都有剧情故事。

## 遊戲劇情
新曆672年，大設計師薩耶王逝世，留下了三件傳世遺作。為爭奪三件遺作的歸屬權，各國瀕臨戰爭邊緣。最終，大家都同意通過搭配賽的形式決定三件遺作的歸屬。搭配賽在蘋果聯邦與信鴿王國的邊境城市魯爾特丹舉行，持續九日。一場場PK膠著地進行，不斷有設計師慘敗退場或者奮勇上陣。比賽之激烈超乎後人想像，史稱“九日戰爭”。
最後的巔峰對決後，大賽的結果出人意料，被各國寄予厚望的大搭配師都沒有贏得比賽。最後的勝者是兩位新人一一信鴿帝國的公主艾莉和一位粉色頭髮的平民女子。時年十六歲的信鴿王國公主艾莉，一人贏得了兩件遺作，被稱作「再生的女神」。一名自稱「家庭主婦L」的平民女子贏得了剩下的一件遺作，她在大賽結束後便好像人間蒸發一樣，世人再也沒有找到她的行蹤。
新曆676年，二十歲的艾莉繼承皇位，“鐵血女皇”艾莉的時代來臨。艾莉女皇下令組建“鐵薔薇”搭配師團，搭配師團的十名搭配師都有絕高的實力。她們開始在全大陸範圍內搜尋與爭奪衣服部件。一日，莉莉斯王國的女王娜娜莉召喚暖暖來到奇蹟大陸，希望她能改變這個世界的命運。

### 遊戲章節

#### 第一卷
- 第一章 初到麦川
- 第二章 童话世界莉莉斯
- 第三章 糖果女巫与星之海
- 第四章 设计师茶话会
- 第五章 风云骤变的茶话会
- 第六章 云端花田奇遇
- 第七章 长街醉月楼
- 第八章 神秘月下城
- 第九章 梦幻搭配赛序曲
- 第十章 梦幻搭配赛小组赛
- 第十一章 梦幻搭配赛决赛
- 第十二章 王城的混乱
- 第十三章 荒原的风情
- 第十四章 少女宿命的抉择
- 第十五章上 北上凌云城
- 第十五章下 凌云城之围
- 第十六章 暴风雨前
- 第十七章 白樱纷落的晚宴
- 第十八章 启明星下的枪声
- 第十九章上 破晓黎明之战
- 第十九章下 破晓黎明之战

#### 第二卷
- 第一章 奥伦城的颂歌
- 第二章 月夜里的冒险
- 第三章 星光‧倒影
- 第四章 静寂之森
- 第五章 谜与枯萎的花
- 第六章上 黎明逝去
- 第六章下 黑夜降临
- 第七章 不灭的曙光
- 第八章 被遗忘的历史
- 第九章 星尘遗迹
- 第十章 科幻之国的访客
- 第十一章 危机与宣言
- 第十二章 追逐自由之境
- 第十三章 白鸽与钟声
- 第十四章 暗涌之潮

## 人物介绍
| 角色     | 中國配音演员 | 日本配音演员 | 备注                                                                                               |
| 暖暖     | 刘校妤       | 花泽香菜     | 暖暖系列游戏中的主角，性格靦腆害羞天然呆、內向卻充滿自信和勇氣的可愛女孩，也是個十分勇敢的女孩子。 |
| 大喵     | 乔诗语       | 大谷育江     | 一直陪伴暖暖的一只宠物猫，喜欢吃五花肉；会说人类的语言，喜欢吐槽和评分。                           |
| 啵啵     | 乔诗语       | 佐仓绫音     | 来自莉莉斯王国的一个女孩，性格开朗，经常和大喵互相抢镜头。                                         |
| 绫罗     | 唐小喜       | 能登麻美子   | 来自云端帝国的古典美人，是一位服装设计师，性情溫婉成熟。與尼德霍格一战，死於其刀下。               |
| 罗伊斯   | 边江         | 梅原裕一郎   | 莉莉斯王国的王子，喜欢在旅行中寻找灵感，后因姐姐病重退位，而继位成为国王。                         |
| 尼德霍格 | 张杰         | 小野大辅     | 前莉莉斯王国总理大臣，实为北地人，后叛变，並杀死绫罗。                                             |
| 娜娜莉   | 张凯         |              | 莉莉斯王国的女王，后病重退位，由弟弟罗伊斯继位。                                                   |
| 海樱     | 山新         |              | 来自苹果联邦服装集团的搭配师。                                                                     |
| 苏苏     | 阎萌萌       |              | 恋爱系少女，拥有12个男朋友。                                                                       |
| 小满     | 唐小喜       |              | 文学少女，在麦川的设计学院就读。                                                                   |
| 薇雅     | 阎萌萌       |              | 刚刚毕业之后的办公室女职员，后成为信鸽王国的模特。                                                 |
| 白锦锦   | 刘校妤       |              | 长得和暖暖一模一样的人，只是发型不同。钟离梓的女友。原為富家千金，白永曦的堂妹，後與钟离梓私奔。   |
| 钟离梓   | 姜广涛       |              | 来自云端帝国的设计师，與白錦錦私奔的男友。后来從军，並成为校尉。                                   |
| 扶苏     | 张杰         |              | 古楼设计师的弟子。                                                                                 |
| 奥萝     |              |              | 暖暖来到奇迹大陆的第一个朋友；性格活泼，擅长运动。                                                 |
| 小羊     |              |              | 同人画家。                                                                                         |
| 洁洁云   |              |              | 尼德霍格的秘书。                                                                                   |
| 黑卡     | 张喆         |              | 莉莉斯王国罗伊斯的侍卫，被称为“冰山女仆”。                                                         |
| 立风     | 张喆         |              | 乐队主唱，擅长中性风和摇滚风搭配。                                                                 |
| 伊莎     |              |              | 剧院经理。                                                                                         |
| 奥兰多   |              |              | 来自苹果联邦的高级指挥官。                                                                         |
| 索菲亚   |              |              | 剧院女主角，“十二月剧团”的女演员。                                                                 |
| 乔布朗尼 |              |              | 苹果联邦服装集团的设计师。                                                                         |

## 玩法

### 物品道具
- 服裝：服裝是遊戲中最重要的道具，分為頭髮、連身裙、外套、上衣、下著、襪子、鞋子、飾品、妝容和螢光之靈，其中襪子可分為腿飾、襪子，飾品可分為頭飾、耳飾、頸飾、手飾、手持物、腰飾、特殊和皮膚。每個服裝都有“簡約/華麗”、“清純/性感”、“活潑/優雅”、“保暖/清涼”、“可愛/成熟”五大屬性，部分衣服有特殊的風格標籤，如童話風、和風、中性風、婚紗、歐式古典、大小姐、舞者、中式古典、中式現代、波西米亞、搖滾風、哥德風、蘿莉塔、民族風、軍裝、未來系、原宿系、小動物、森林系、俠客聯盟等；遊戲中部分任務有風格要求，若沒有相應風格的服裝，即使屬性再好也不一定可得高分。
- 技能：技能可以在对战中进行释放。共有“暖暖的微笑”、“迷人飞吻”、“免疫挑剔”、“挑剔的目光”等13多个技能，每个技能都可以通过金币进行升级。[8]

### 場景地圖
- 奇迹大陸：奇迹大陸中包含了七大國家，統稱為七大國紀。七大國紀不管是領土分佈、服裝搭配風格都有很大的差別，他們分別是蘋果聯邦、莉莉斯王國、雲端帝國、信鴿王國、北地王國、荒原共和國還有廢墟孤島。

### 特色系統
- 成就系統：成就系統是玩家獲得鑽石金幣的重要途徑，成就系統分為兩種，一種是關卡成就，一種是套裝成就。
- 小屋：小屋功能用于布置家具、装修，可通过生活点滴获得心意劵。该系统于2017年4月版本上线。[9]
- 世界巡游：可探索奇迹大陆的每一个景点。该系统于2018年平安夜上线[10]。

## 漫画化
日本漫画杂志《月刊公主》於2017年公布：手游《奇迹暖暖》改编漫画连载开始。漫画由櫻乃美佳執筆，内容描述在原本世界喜歡替人搭配服飾的女孩暖暖，突然穿越到奇蹟大陸。奇蹟大陸的人們一切紛爭由服裝穿搭競賽來解決，從不動用武力，看似和平但背後卻有更深層的原因，唯一能改變這個世界命運的人就是受到娜娜莉女王召喚而來的暖暖。

## 爭議
2018年2月，《奇迹暖暖》台灣官方公告2月7日更新後將推出新年福袋，共包含五款套裝也同步亮相。當中，天空哨兵設計發想是將中國人民解放軍戰機擬人化，融入五星旗元素，並搭配飛彈四射的效果在台版上架開賣。此舉引發台灣玩家抗議，後官方發出公告表示天空哨兵將不會放入新年福袋中。

## 外部連結
- 官方网站：中國大陸、台灣